# MUSIC LIFE (イベント)
MUSIC LIFE（ミュージック ライフ）は、九州男が発起人となって催されている、日本の野外音楽フェスティバル。2007年より開催。

## 概要
長崎県出身のレゲエアーティスト九州男が発起人となって、2007年より開催された大型野外フェスである。当初は冬に行われていたが、2008年以降から、毎年の夏に行われ、2009年以降から、夏は長崎で、冬（もしくは秋）は別の地域で行われる。 

### これまでの開催地
- 2007年 - 代官山UNIT
- 2008年 - SHIBUYA-AX
- 2009年 - 長崎市稲佐山公園野外ステージ（in 長崎）、新木場STUDIO COAST（in TOKYO）
- 2010年 - 長崎市稲佐山公園野外ステージ（in 長崎）、Zepp Fukuoka（in 福岡）
- 2011年 - 長崎ブリックホール
- 2012年 - 長崎市稲佐山公園野外ステージ（in 長崎）、Zepp Namba（in OSAKA）
- 2013年 - 長崎市稲佐山公園野外ステージ（in 長崎）
- 2014年 - 長崎市稲佐山公園野外ステージ（in 長崎）

## 参加アーティスト

### 2007年
12月3日に行われた。
- 九州男
- RED RICE（湘南乃風）
- C&K
- May J.
- lecca
- Sound：BK（湘南乃風）

### 2008年
6月27日に行われた。
- 九州男
- Micro
- SOUL'd OUT
- C&K
- 日華
- Metis
- YOUNGSHIM

### 2009年
8月16日に長崎で、12月13日に東京で行われた。
in 長崎
- オープニングアクト：BRIDGET、369
- 九州男
- SEAMO
- HOME MADE 家族
- mihimaru GT
- MEGARYU
- Metis
- lecca

in TOKYO
- 九州男
- MEGARYU
- Metis
- PENGIN
- 369
- C&K ※サプライズゲストとして出演。

### 2010年
7月31日に長崎で、11月23日に福岡で行われた。
in 長崎
- オープニングアクト：C&K、PENGIN
- 九州男
- キマグレン
- AZU
- SEAMO
- JAY'ED
- mihimaru GT
- MEGARYU
- Metis
- lecca

in 福岡
- オープニングアクト：CAPROCK
- 九州男
- Natural Radio Station
- HOME MADE 家族
- lecca
- Sound：FireFire

### 2011年
12月27日に長崎で行われた。
- 九州男
- C&K
- TEE
- Natural Radio Station
- HOME MADE 家族

### 2012年
8月4日に長崎で、11月25日に大阪で行われた。
in 長崎 supported by メモリード
- オープニングアクト：Natural Radio Station
- 九州男
- C&K
- SEAMO
- TEE
- Def Tech
- ハジ→
- ハジメノヨンポ
- BENI
- HOME MADE 家族
- MEGARYU
- lecca

in 大阪
- 九州男
- C&K
- HOME MADE 家族
- MAY'S

### 2013年
8月17日に長崎で行われた。
in 長崎 supported by メモリード
- 植村花菜
- 九州男
- C&K
- シクラメン
- SEAMO
- 島袋寛子(SPEED)
- ハジ→
- ハジメノヨンポ
- BENI
- HOME MADE 家族
- MaryJane[1]
- lecca

### 2014年
8月2日に長崎で行われた。
in 長崎 supported by メモリード
- 岡本真夜
- 九州男
- C&K
- シクラメン
- SEAMO
- チームしゃちほこ
- Natural Radio Station
- Hilcrhyme
- HOME MADE 家族
- m.c.A・T
- lecca